# Conostylis setigera
Conostylis setigera är en enhjärtbladig växtart som beskrevs av Robert Brown. Conostylis setigera ingår i släktet Conostylis och familjen Haemodoraceae.

## Underarter
Arten delas in i följande underarter:
- C. s. dasys
- C. s. setigera